# Две тысячи маньяков
«Две тысячи маньяков» (англ. Two Thousand Maniacs!) — американский фильм ужасов 1964 года режиссёра Хершела Гордона Льюиса. Бюджет фильма состоял из денег, полученных от проката прошлого фильма того же режиссёра. В одной из главных ролей снялась плэймэйт 1963 года Конни Мэйсон. В кинопрокате шёл со скандалами ввиду своей кровавости, хотя был довольно популярен на юге США (там происходит действие фильма). Премьера состоялась 20 марта 1964 года. Фильм является вторым в так называемой «Кровавой трилогии», в которую также входят фильмы «Праздник крови» (1963) и «Раскрась меня кроваво-красным» (1965). Сюжет фильма вдохновлён мюзиклом 1947 года Brigadoon.
В 2005 году вышел ремейк фильма, названный 2001 маньяк, в котором роль мэра сыграл Роберт Инглунд.

## Сюжет
Действие фильма происходит в одном из штатов юга США. Жители городка Плезент Уолли, поставив ложный знак объезда, заманивают к себе обманом компанию молодых людей, состоящую из двух пар мужчин и женщин, а также случайных попутчиков Тэрри Адамс и Тома Уайта. Жители городка от лица мэра приглашают их поучаствовать в празднике, посвященном столетию города. Первоначально путники окунаются в водоворот праздничного веселья и развлечений, но затем их компанию разлучают и каждого пытаются убить разного рода изощрённым способом.

## В ролях
| Актер                             | Персонаж           |
| --------------------------------- | ------------------ |
| Конни Мэйсон                      | Терри Адамс        |
| Уилльям Кервин (псевд. Томас Вуд) | Том Уайт           |
| Джеффри Аллен                     | мэр Бакмэн         |
| Шелби Ливингтон                   | Би Миллер          |
| Бен Мур                           | 'Лестер Макдональд |
| Джером Иден                       | Джон Миллер        |
| Гарри Бэйкмен                     | Руфус «Руф» Тэйт   |
| Марк Дуглас                       | Харпер Александр   |
| Линда Коrран                      | Бетси              |
| Ивонн Гилберт                     | Беверли Уэллс      |
| Майкл Корб                        | Дэвид Уэллс        |
| Винсент Санто                     | Билли              |
| Энди Уилсон                       | полицейский        |
| The Pleasant Valley Boys          | музыканты          |

## Производство
Фильм был снят в начале 1964 года за пятнадцать дней в городе Сейнт-Клауд, Флорида. В съёмках были задействованы все жители города. Многие из зданий, показанных в фильме, всё ещё существуют, включая отель Hunter Arms, в котором была снята большая часть фильма.
«Две тысячи маньяков» стал первым фильмом непрофессионального иллинойсского театрального актёра Толкиуса Блэнка, сыгравшего роль мэра Бакмана. Во всех своих фильмах, он использовал псевдоним «Джеффри Аллен», так как он никогда не входил в Гильдию киноактёров США. Льюис был так поражён умением Блэнка превосходно изображать любой акцент Глубокого Юга, что часто снимал его и в последующих фильмах, среди которых Moonshine Mountain (Гора лунного сияния) (1964), This Stuff’ll Kill Ya!' (Эти вещи убьют тебя!) (1971) и Year of the Yahoo! (Год «Яху!») (1972), давая играть под псевдонимом «Джеффри Аллен» персонажей из различных южных штатов.

## Критика
Сайт Allmovie написал о фильме, «король ужасов для драйв-ина Хершелл Гордон Льюис достиг творческой вершины в этом мрачно-комичном фестивале резни».
Сайт Rotten Tomatoes присвоил картине рейтинг 45 %, основываясь на 20 рецензиях.

## Интересные факты
- Хершелл Гордон Льюис часто заявлял, что «Две тысячи маньяков» является любимым фильмом из всех, которые он снял, что выражается в следующих цитатах:
  - «Даже сегодня, кто-то, кто идёт смотреть "Две тысячи маньяков!", мой личный фаворит, не почувствует себя обманутым»[6]
  - «Я никогда не колебался в том, чтобы считать "Две тысячи маньяков!" моим личным фаворитом».[7]
- В отеле Харпер читает 87 выпуск комикса "Heart Throbs, " выпущенные в декабре 1963 — январе 1964 года.
- Американская рок-группа 10,000 Maniacs назвалась в честь фильма.[8]
- По мнению фанатов режиссёра Льюиса, этот фильм является вторым в так называемой «Кровавой трилогии»: первым был «Кровавый пир» (1963).[9]